# Voreppe
Voreppe ist eine Gemeinde im Südosten Frankreichs mit 9845 Einwohnern (Stand 1. Januar 2022). Sie befindet sich im Département Isère in zentraler Lage der Region Auvergne-Rhône-Alpes, etwa 15 Kilometer nordwestlich der Départementshauptstadt Grenoble.

## Geographie
Gelegen in den französischen Alpen, ist Voreppe zwischen den Gebirgszügen des Vercors (2.341 Meter) und der Chartreuse (2.087 Meter) eingebettet im Tal der Isère. Das Gemeindegebiet liegt teilweise im Regionalen Naturpark Chartreuse. Vor Ort herrscht – bedingt durch die angrenzenden Gebirgszüge – ein trockenes Mittelgebirgsklima. In der waldreichen Landschaft auf etwa 250 Meter Höhe (im wesentlich bebauten und bewohnten Teil des Ortes) sind die jahreszeitbedingten Temperaturunterschiede zwischen überdurchschnittlich warmen Sommern und kalten Wintern sehr hoch.

## Bevölkerungsentwicklung
| Jahr                       | 1962 | 1968 | 1975 | 1982 | 1990 | 1999 | 2008 | 2018 |
| Einwohner                  | 3617 | 4785 | 5995 | 7970 | 8446 | 9231 | 9696 | 9229 |
| Quellen: Cassini und INSEE |      |      |      |      |      |      |      |      |

## Sehenswürdigkeiten

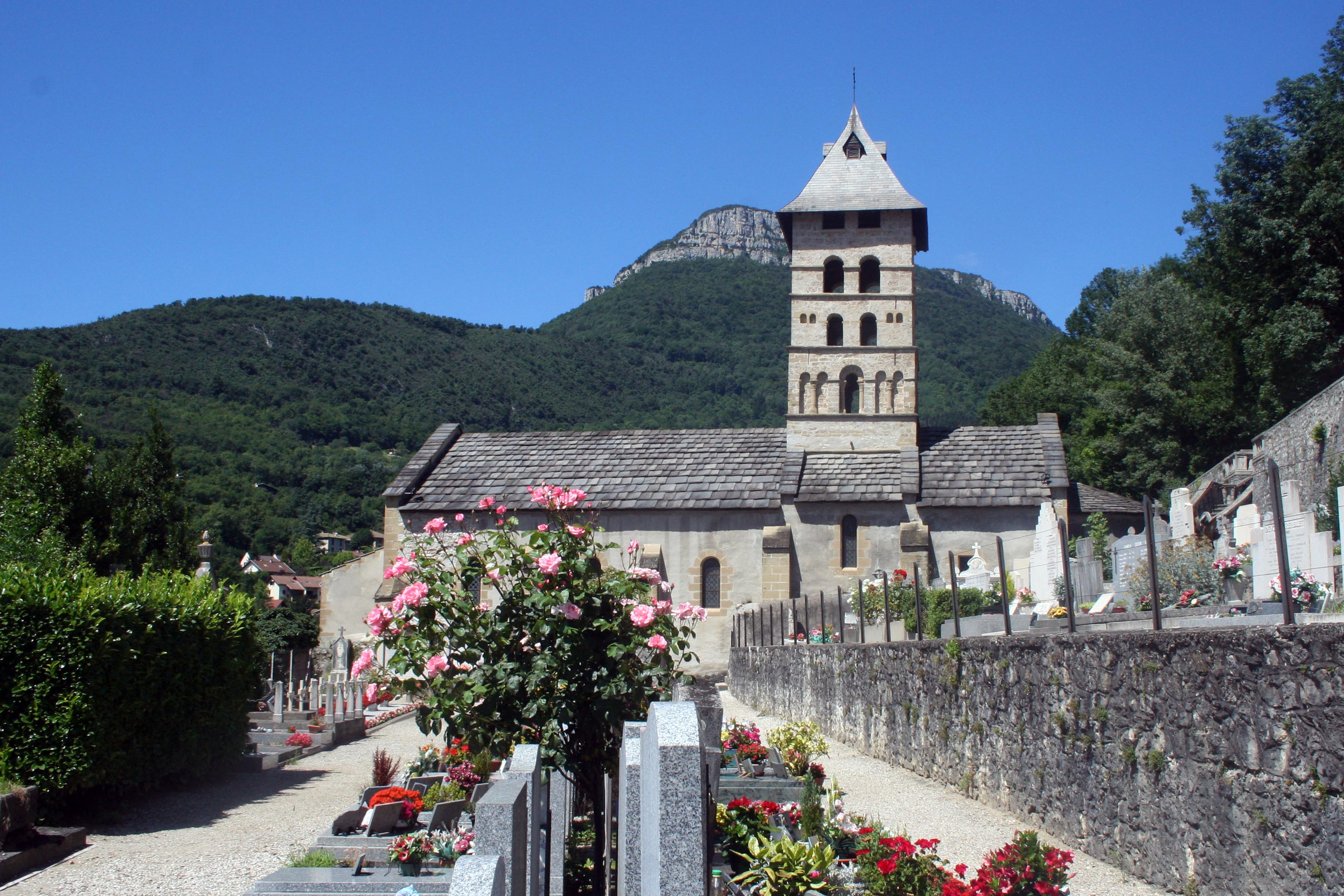
Prioratskirche Saint-Didier

Touristische Attraktionen bieten unter anderem die Altstadt von Voreppe mit verschiedenen denkmalgeschützten Gebäuden, die romanische Kirche Saint-Didier oder das Schloss Château de Sièyes.
Östlich von Voreppe befindet sich das Kloster Chalais.

## Wirtschaft
Am Ortsrand von Voreppe befindet sich auf einer Fläche von etwa 200 Hektar die Industriezone CentrAlp, die sich Voreppe mit der nordwestlich gelegenen Nachbargemeinde Moirans teilt. In diesem Industriegebiet mit insgesamt mehr als 3000 Beschäftigten haben sich Niederlassungen von weltbekannten Firmen wie Thomson, Péchiney (jetzt: Constellium) und Allibert Sanitaire angesiedelt.

## Gemeindepartnerschaft
Seit 1992 besteht zwischen Voreppe und der südwestdeutschen Gemeinde Lichtenstein in Baden-Württemberg eine Partnerschaft.